# ULTra
51°28′10″ пн. ш. 0°29′17″ зх. д. / 51.46944° пн. ш. 0.48806° зх. д.

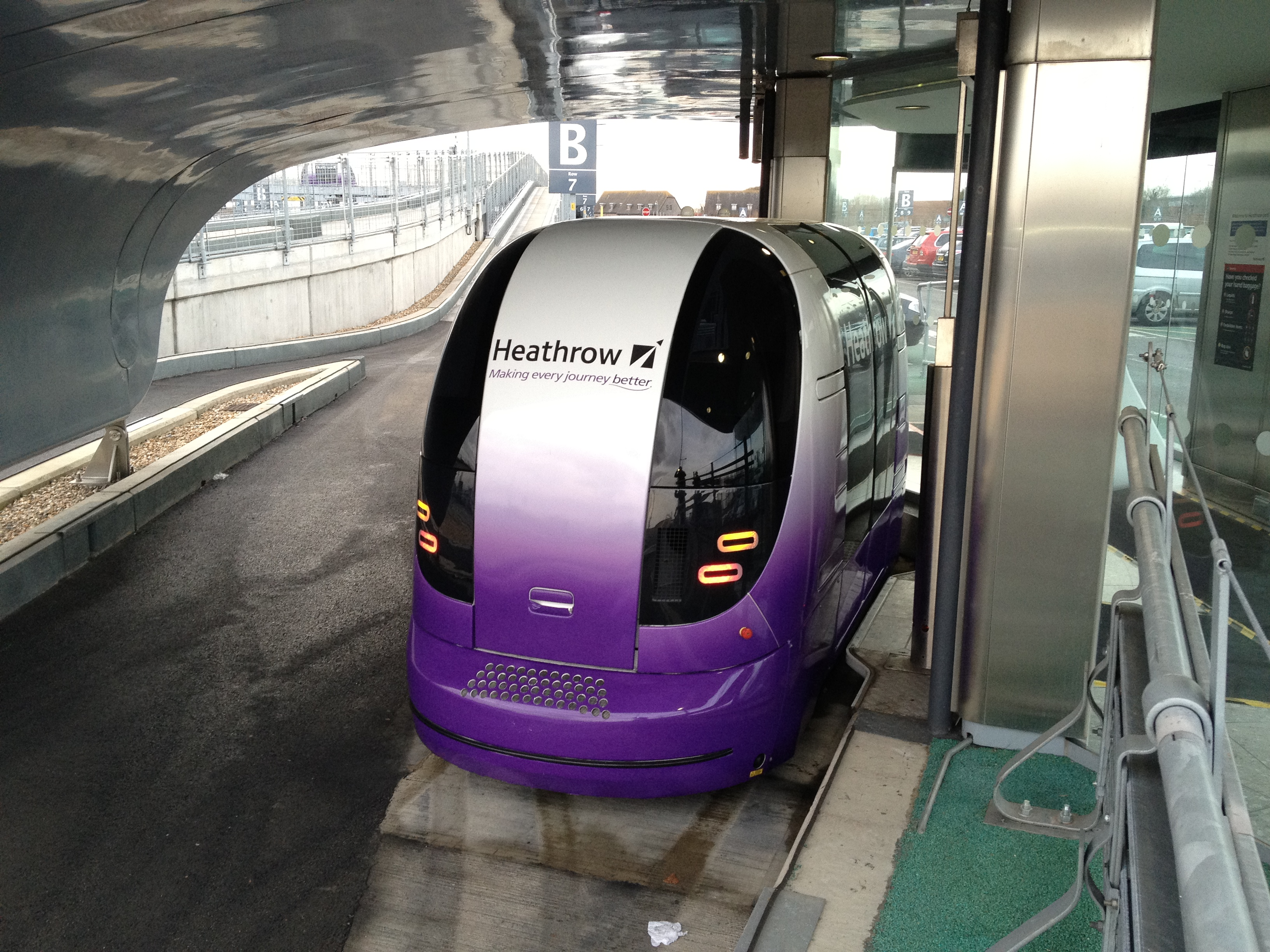
Капсула ULTra в аеропорту Хітроу

ULTra (Urban Light Transit) - персональна автоматична система PODCAR, розроблена британською інженерною компанією Ultra Global PRT (раніше - Advanced Transport Systems)
Перша мережа відкрилася у Лондонському аеропорту Хітроу у травні 2011 року. Мережа має 21 вагонів, що працюють на маршруті, завдовжки 3,9 км, що з'єднує термінал 5 та його автостоянку на північ від аеропорту